# Claudio Bifano
Claudio Bifano Rizzuti (Nápoles, Italia, 3 de julio de 1939) es un profesor titular e investigador venezolano egresado de la Universidad Central de Venezuela, profesor honorario de la Universidad de Carabobo, individuo de número de la Academia de Ciencias Físicas Matemáticas y Naturales, de la Academia de Ciencias de América Latina y miembro honorario de la Academia Colombiana de Ciencias Exactas Físicas y Naturales. Su línea de investigación se orienta hacia al área de la Fotoquímica y hacia los estudios de contaminación de cuerpos de aguas superficiales, sedimentos y suelos, relacionados con la distribución, acumulación y transporte de especies inorgánicas y orgánicas en ambientes naturales contaminados y no contaminados.

## Formación académica
Inició sus estudios en la Escuela de Química de la Facultad de Ciencias de la Universidad Central de Venezuela, obteniendo el grado de Licenciado en Química (1962). Posteriormente, va la Universidad de California, San Diego, EUA, para cursar sus estudios de doctorado, convirtiéndose en PhD en Química (1975).

## Docencia y gerencia universitaria
Ha teniendo a su cargo el dictado de varias asignaturas de pregrado de la Licenciatura en Química y del postgrado en Geoquímica y ha sido profesor investigador contratado de la cátedra PDVSA en la Universidad Simón Bolívar (USB).
Además de sus actividades de docencia dentro de la Universidad Central de Venezuela (UCV), ha desempeñado diversos cargos administrativos, entre los cuales se encuentran el de Secretario Académico de la Comisión de Estudios para Graduados UCV, Director de Postgrado de la Facultad de Ciencias, Jefe del Centro de Geoquímica y Jefe de Sección de Geoquímica de la Contaminación del Instituto de Ciencias de la Tierra-UCV. Adicionalmente, ha sido Gerente de Investigación y Desarrollo del Instituto de Ingeniería, Asesor por Venezuela del Proyecto de Nuevas Tecnologías de la Comunidad Europea, Coordinador del Consejo Consultivo Nacional de Postgrado y miembro del Directorio del Centro de Estudios de América.

## Asociaciones y sociedades científicas
A lo largo de su trayectoria profesional ha formado parte a varias organizaciones científicas entre las cuales se encuentran el Consejo Nacional de Investigaciones Científicas y Tecnológicas (CONICIT, ahora FONACIT: Fondo Nacional de Ciencia, Innovación y Tecnología, como Vicepresidente y Gerente General de Investigación y Desarrollo); la Asociación Venezolana para el Avance de la Ciencia (AsoVAC), como Secretario General), la Asociación para el Progreso de la Investigación Universitaria (APIU-UCV, Presidente), la Sociedad Venezolana de Química (Presidente), la Academia de Ciencias Físicas, Matemáticas y Naturales (ACFIMAN, como Presidente) y la Academia de Ciencias de América Latina (ACAL, como presidente).

## Distinciones
Ha sido galardonado con el premio "Francisco De Venanzi" a la Trayectoria del Investigador Universitario, en su décima tercera (XIII) edición, otorgado por la Asociación para el Progreso de la Investigación Universitaria (APIU) y el Premio Alma Mater. También ha sido distinguido como Profesor Honorario de la Facultad Experimental de Ciencia y Tecnología de la Universidad de Carabobo y además es Individuo de Número de la Academia de Ciencias Físicas, Matemáticas y Naturales (ACFIMAN).